# Wilno (Ontario)
Wilno, Ontario est un village situé dans les environs de l’Ontario, il est connu pour les Cachoubes qui y vivent.

## Géographie
Wilno est nichée dans le terrain vallonné  de la vallée du Madawaska, qui a été en grande partie façonnée lors de la disparition de l'inlandsis laurentidien à la fin de la dernière période glaciaire nord-américaine.

## Histoire
Wilno est la première et la plus ancienne colonie polono-cachoube du Canada. La plupart des premiers colons de la région sont venus vers 1858 de la région culturelle polonaise de Cachoubie. Ils font partie intégrante de la diaspora cachoube.
L'homonyme de Wilno est la ville de Vilnius, connue en polonais sous le nom de Wilno, qui se trouvait alors dans l'Empire russe dans une région qui se trouvait dans la république des Deux Nations et qui est devenue la capitale de la Lituanie. La ville a vu naître le révérend Ludwik Dembski, éminent chef spirituel de la communauté et fondateur de la ville,.
En septembre 2015, trois femmes, Carol Culleton, 66 ans, Anastasia Kuzyk, 36 ans, Nathalie Warmerdam, 46 ans, ont été assassinées à Wilno et dans ses environs. Le tueur, Basil Borutski, a ensuite été inculpé et condamné pour ces crimes.

## Source
- (en) Cet article est partiellement ou en totalité issu de l’article de Wikipédia en anglais intitulé « Wilno, Ontario » (voir la liste des auteurs).